# Словац
Словац је насеље у Србији у општини Лајковац у Колубарском округу. Према попису из 2022. било је 252 становника.
Овде се налази Железничка станица Словац.
У Словцу су 1937. снимљени филмови "Парам, парам паучину" и "Сеоска мученица".

## Историја
Најстарији извор о постојању Словца под овим именом је из 16. века.
Први помен села је забележен у турском попису (тефтеру) за хиџретску 934. годину, тј. 1527/1528. годину по садашњем рачунању времена.

Транскрибован на модерни турски, са османске арабице, унос са 239. странице тефтера TD 144 је гласио овако:
İslovaç karye, Valyeva nahiye - Село Словац, Нахија Ваљево
Слово И додато је на почетак у складу са праксом вокалног турског језика да се додају самогласници тежим сугласничким групама, ради лакшег изговора. Слично је са градом Пећ у Метохији, на турском званим Ипек, или Скопљем, које је називано Ускуб. На исти начин, у истом тефтеру, суседно Степање је записано као Истепање.

## Демографија
У насељу Словац живи 242 пунолетна становника, а просечна старост становништва износи 41,1 година (40,2 код мушкараца и 41,9 код жена). У насељу има 91 домаћинство, а просечан број чланова по домаћинству је 3,37.
Ово насеље је великим делом насељено Србима (према попису из 2002. године), а у последња три пописа, примећен је пад у броју становника.
|  |

| Демографија | Демографија | Демографија |
| Година      | Становника  | Становника  |
| ----------- | ----------- | ----------- |
| 1948.       | 449         |             |
| 1953.       | 449         |             |
| 1961.       | 460         |             |
| 1971.       | 391         |             |
| 1981.       | 378         |             |
| 1991.       | 314         | 312         |
| 2002.       | 307         | 324         |

| Етнички састав према попису из 2002.‍ | Етнички састав према попису из 2002.‍ | Етнички састав према попису из 2002.‍ | Етнички састав према попису из 2002.‍ | Етнички састав према попису из 2002.‍ |
| ------------------------------------ | ------------------------------------ | ------------------------------------ | ------------------------------------ | ------------------------------------ |
|                                      |                                      |                                      |                                      |                                      |
| Срби                                 | Срби                                 |                                      | 306                                  | 99,67%                               |
| Хрвати                               | Хрвати                               |                                      | 1                                    | 0,32%                                |
| непознато                            | непознато                            |                                      | 0                                    | 0,0%                                 |

| Година пописа     | 1948. | 1953. | 1961. | 1971. | 1981. | 1991. | 2002. |
| ----------------- | ----- | ----- | ----- | ----- | ----- | ----- | ----- |
| Број домаћинстава | 88    | 95    | 112   | 102   | 99    | 92    | 91    |

| Број чланова      | 1  | 2  | 3 | 4  | 5  | 6 | 7 | 8 | 9 | 10 и више | Просек |
| ----------------- | -- | -- | - | -- | -- | - | - | - | - | --------- | ------ |
| Број домаћинстава | 21 | 17 | 8 | 16 | 17 | 7 | 3 | 2 | 0 | 0         | 3,37   |

| Пол    | Укупно | Неожењен/Неудата | Ожењен/Удата | Удовац/Удовица | Разведен/Разведена | Непознато |
| ------ | ------ | ---------------- | ------------ | -------------- | ------------------ | --------- |
| Мушки  | 122    | 36               | 78           | 5              | 3                  | 0         |
| Женски | 131    | 19               | 77           | 33             | 2                  | 0         |
| УКУПНО | 253    | 55               | 155          | 38             | 5                  | 0         |

| Пол    | Укупно                    | Пољопривреда, лов и шумарство | Рибарство                            | Вађење руде и камена | Прерађивачка индустрија       |
| ------ | ------------------------- | ----------------------------- | ------------------------------------ | -------------------- | ----------------------------- |
| Мушки  | 59                        | 3                             | 0                                    | 17                   | 9                             |
| Женски | 21                        | 2                             | 0                                    | 1                    | 5                             |
| УКУПНО | 80                        | 5                             | 0                                    | 18                   | 14                            |
| Пол    | Производња и снабдевање   | Грађевинарство                | Трговина                             | Хотели и ресторани   | Саобраћај, складиштење и везе |
| Мушки  | 1                         | 7                             | 2                                    | 0                    | 15                            |
| Женски | 0                         | 1                             | 5                                    | 0                    | 0                             |
| УКУПНО | 1                         | 8                             | 7                                    | 0                    | 15                            |
| Пол    | Финансијско посредовање   | Некретнине                    | Државна управа и одбрана             | Образовање           | Здравствени и социјални рад   |
| Мушки  | 0                         | 0                             | 1                                    | 0                    | 1                             |
| Женски | 1                         | 1                             | 1                                    | 1                    | 1                             |
| УКУПНО | 1                         | 1                             | 2                                    | 1                    | 2                             |
| Пол    | Остале услужне активности | Приватна домаћинства          | Екстериторијалне организације и тела | Непознато            | Непознато                     |
| Мушки  | 0                         | 0                             | 0                                    | 3                    | 3                             |
| Женски | 1                         | 0                             | 0                                    | 1                    | 1                             |
| УКУПНО | 1                         | 0                             | 0                                    | 4                    | 4                             |

## Галерија
- Словац - кућа Еизабете Мулбанк 1
- Словац - кућа Еизабете Мулбанк 1
- Словац - Панорама
- Словац - Раскрсница
- Словац - Каменолом и пруга Београд - Бар
- Словац - археолошки локалитет Јеринин град